# Papyrus Köln VI 255

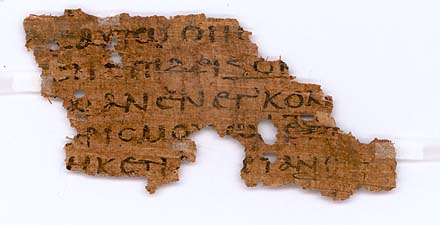
Papyrus Köln VI 255 recto

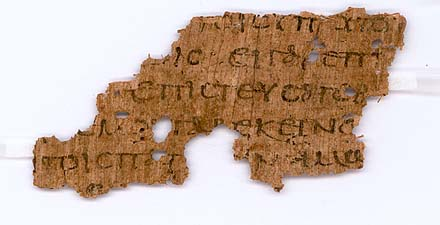
Papyrus Köln VI 255 verso

Der Papyrus Köln VI 255 ist ein Papyrusfragment eines apokryphen Evangeliums. Es befindet sich seit den 1950er Jahren in der Papyrussammlung der Universität zu Köln unter der Signatur P.Köln VI 255. Das Papyrus hat ein Format von 6,3 × 3,2 cm. 1987 erkannte Michael Gronewald, dass das Fragment Teil desselben Manuskripts wie Papyrus Egerton 2 ist und passgenau an das erste Fragment des Egerton-Papyrus anschließt: Verso von P. Köln VI 255 setzt den Text des Egerton-Fragments unmittelbar fort. Durch die Kombination der beiden Fragmente konnten Rekonstruktion, Verständnis und Übersetzung von Papyrus Egerton 2 verbessert werden. 
Die Erstausgabe erfolgte durch Gronewald, der das Fragment um 200 n. Chr. ansetzt, während Porter die Datierung etwas früher um 180 bis 190 für möglich hält.